# Incendi del Cocoanut Grove
L'incendi del Cocoanut Grove va ser un incendi en un club nocturn als Estats Units.
El Cocoanut Grove va ser un club nocturn de primer nivell durant els anys 1930 - 1940 posteriors a la Llei Seca a Boston, Massachusetts. El 28 de novembre de 1942, va ser l'escenari de l'incendi en un club nocturn més mortífer en la història dels Estats Units, amb un total de 492 persones mortes (32 més que la capacitat autoritzada de l'edifici) i ferint a centenars més. La magnitud de la tragèdia va commocionar a la nació i va reemplaçar breument els esdeveniments de la Segona Guerra Mundial en els titulars dels periòdics. Va conduir a una reforma dels estàndards i codis de seguretat en tot el país i a canvis importants en el tractament i rehabilitació de les víctimes de cremades a escala internacional.
És el segon incendi d'un sol edifici més mortal en la història dels Estats Units; només l'incendi del Iroquois Theatre de 1903 a Chicago va tenir un nombre més gran de morts, amb un total de 602. Va ser només dos anys després de l'incendi ocorregut el 23 d'abril de 1940 en el Rhythm Club de Natchez (Mississipí), que va matar a 209 persones.

## L'incendi
Durant la nit del dissabte 28 de novembre de 1942, al voltant de 1000 persones estaven reunides bevent o sopant quan tenia un aforament de 460 persones. El lloc havia sigut recentment decorat amb palmeres fetes de material inflamable.
Després es va saber que a l'hora de certificar la seguretat dels materials hi va haver algunes deficiències. Un curtcircuit d'una de les làmpades va fer saltar una espurna a un cortinatge que va calar foc i es va estendre a tot el sostre immediatament. En cinc minuts tot el local estava cremant, formant-se un fum molt dens. Les portes de sortida s'obrien cap a dins. Algunes estaven tancades amb cadenat o dissimulades amb la decoració. La porta principal del local era giratòria. En abalançar-se la multitud espantada cap a ella, empenyent simultàniament en ambdós sentits, va quedar totalment bloquejada. A l'arribada dels bombers darrere de la porta giratòria hi havia més de 200 cossos calcinats.

## Avanços mèdics
Els cremats van ser traslladats als hospitals pròxims, un dels quals era l'hospital General de Massachusetts. Allí dos joves cirurgians, Oliver Cope i Francis Moore, juntament amb altres especialistes, es van fer càrrec de la catàstrofe. Van ser els primers a desenvolupar tècniques de reanimació amb fluids per a víctimes de cremades, i van assenyalar que la majoria dels pacients patien una traqueobronquitis hemorràgica greu a causa de "la inhalació prolongada de l'aire molt calent i els fums que probablement contenien molts productes tòxics", i, a més, moltes partícules calentes de carboni fi o substàncies similars.
Van dissenyar nous apòsits i pautes de reposició de líquids per pacients cremats. El coneixement i la cura dels grans cremats es van revolucionar granment amb aquesta tragèdia. A l'hospital de Massachusetts es va condicionar el que seria la primera Unitat de Cremats de la història

### Teràpia amb fluids
Aleshores, es pensava que les infusions salines soles "rentaven" les proteïnes plasmàtiques i augmentaven el risc d'edema pulmonar. Com a resultat, els pacients de l'MGH van rebre una solució composta per parts iguals de plasma i solució salina, depenent de l'extensió de les cremades cutànies, mentre que a BCH, els pacients amb lesions respiratòries rebien líquids segons les necessitats. Les avaluacions acurades no van mostrar signes d'edema pulmonar, i els estudis BCH de Finlàndia van concloure que "els líquids semblaven produir una millora òbvia en la majoria dels casos sense cap efecte negatiu aparent sobre el sistema respiratori".
Aquesta experiència va estimular més estudis sobre el xoc per cremades, que va culminar, l'any 1947, amb la publicació per Cope i Moore de la primera fórmula integral per a la teràpia amb fluids basada en un càlcul de la superfície total de les ferides per cremades i el volum d'orina i líquids que havia estat recollit dels llençols dels pacients.

### Antibiòtics
Al MGH, la sulfadiazina per via intravenosa (un medicament nou no autoritzat per al seu ús als Estats Units fins a l'agost de 1941) es va administrar a tots els pacients com a part del seu tractament inicial. A BCH, 76 pacients van rebre sulfonamides durant una mitjana d'11 dies. Tretze supervivents del foc també van ser dels primers humans a ser tractats amb el nou antibiòtic, la penicil·lina · . A principis de desembre, Merck and Company va enviar urgentment un estoc de 32 litres de medicament, en forma de líquid de cultiu en el qual s'havia cultivat el motlle Penicillium, de Rahway a Boston. Aquests pacients van rebre 5.000 UI (aproximadament 2,99 mg) cada 4 hores, una dosi relativament petita segons els estàndards actuals, però en aquell moment, la resistència als antibiòtics era rara i la majoria de les soques d'Staphylococcus aureus eren sensibles a la penicil·lina. El fàrmac va ser crucial per prevenir infeccions en empelts de pell.
Després de l'èxit de la penicil·lina en la prevenció d'infeccions, el govern dels EUA va decidir donar suport a la producció i distribució de penicil·lina a les forces armades.

## Conseqüències
De la tragèdia es van derivar importants lleis de prevenció i seguretat en locals públics referents a respectar l'aforament, instal·lar il·luminació independent i que les vies de sortida s'obrin fàcilment cap a fora. Les investigacions de Cope i Moore sobre l'esdevingut a Cocoanut Grove van suposar un abans i un després en el tractament de cremats gràcies a les seves contribucions